# Nice-Matin
Nice-Matin è un quotidiano regionale francese fondato a Nizza nel 1945. Fa parte del gruppo Nice-Matin, filiale del gruppo Hersant. La sua zona di diffusione, (in sette diverse edizioni) è il dipartimento delle Alpi Marittime. Gli altri quotidiani del gruppo sono Var-Matin e Corse-Matin.

## Storia
Il giornale fu fondato il 15 settembre 1945 da Michel Bavastro, già giornalista sportivo de L'Éclaireur de Nice prima della guerra. Il quotidiano è subentrato al Combat de Nice et du Sud-Est, a sua volta derivato dal giornale clandestino della sezione locale del movimento Combat.
Nice-Matin ha affrontato la concorrenza di un altro quotidiano nizzardo, Le Patriote de Nice et du Sud-Est, poi ribattezzato Le Patriote Côte d'Azur, uno dei tanti giornali regionali comunisti federati nell'Unione francese dell'informazione, caduto poi in declino negli anni cinquanta.
Bavastro è stato il direttore amministrativo del giornale fino al 1949, prima di diventarne l'amministratore delegato permanente fino al 1996. Nel 1949 Nice-Matin ha acquistato il quotidiano socialista L'Espoir e nel luglio 1951 ha rilevato i locali e l'attrezzature de L'Éclaireur.
Fin dalla sua creazione, Nice-Matin ha goduto di una posizione di quasi monopolio nelle Alpi Marittime. Oltre ad aver acquisito L'Espoir, giovò del declino de L'Aurore e del Le Patriote, entrambe testate comuniste.
A seguito di un costante calo delle vendite, Nice-Matin cambiò formula l'8 ottobre 2005 con un modello semplificato e nuovo. L'8 aprile 2006 è cambiato anche il formato e si è adottata una configurazione del quotidiano più compressa e con una distribuzione a sei colonne. Ciò ha comportato un maggior numero di pagine (65 in media) ed una riduzione della dimensione di ciascun articolo pubblicato. Questa nuova formula tende a uniformare il quotidiano alla tendenza generale della stampa regionale francese negli ultimi tempi.

## Edizioni locali del gruppo Hersant
| 06 Alpi Marittime - Nice-Matin - Antibes - Juan-les-Pins - Cagnes - Vence - Saint-Laurent-du-Var - Carros - Cannes - Grasse - Mentone - Nizza - Litorale - Nizza - Valli 20 Corsica - Corse-Matin | 83 Var - Var-Matin - Brignoles - Le Luc - Draguignan - Grand Toulon - Hyères - Le Lavandou - La Seyne - Sanary - Saint Raphaël - Fréjus - Sainte Maxime - Saint-Tropez - Valle del Gapeau - Principato di Monaco - Monaco-Matin |

## Diffusione
| Tiratura   | 2002    | 2003    | 2004    | 2005    | 2006    | 2007    | 2008    | 2009    | 2010    | 2011    | 2012   | 2013   |
| Nice-Matin | 133 924 | 128 655 | 124 065 | 119 748 | 115 791 | 114 621 | 112 009 | 108 172 | 106 379 | 101 882 | 96 257 | 90 175 |

Fonte: Diffusione Controllata, Sito Ufficio di Certificazione della Diffusione

## Supplementi
- Sports (supplemento del lunedì)
- L'éco (supplemento del lunedì)
- L'immobilier (supplemento del martedì)
- JV le magazine des loisirs (supplemento del mercoledì)
- Annonces (supplemento del venerdì)
- TV Hebdo (supplemento del sabato)
- Version Fémina (supplemento della domenica)
- Santé (supplemento della domenica)
- Sports (supplemento della domenica)